# Suðurfjarðavegur
Der Suðurfjarðavegur  war eine Hauptstraße im Osten von Island.
Im November 2017 wurde sie zur Ringstraße  umgewidmet.
Sie zweigte bei Reyðarfjörður vom Norðfjarðarvegur  ab, verband den südlichen Teil der Ostfjorde und traf bei Breiðdalsvík auf die Ringstraße .
Bevor die Fáskrúðsfjarðargöng im Jahre 2005  fertiggestellt wurden, verlief der Suðurfjarðavegur entlang der Küste um die Landzunge Vattarnes.
Diese Straße ist jetzt der Vattarnesvegur  und nicht vollständig asphaltiert.
Jetzt verläuft der Suðurfjarðavegur durch den Tunnel Fáskrúðsfjarðargöng zum Ort Fáskrúðsfjörður, dann um den Stöðvarfjörður.
Im November 2017 wurde der Suðurfjarðavegur auf ganzer Länge zur Ringstraße umgewidmet.
Diese Strecke ist 60 Kilometer lang und auf ganzer Strecke asphaltiert.
Der Skriðdals- og Breiðdalsvegur , der früher zur Ringstraße gehörte, ist zwar 10 km kürzer aber nicht wintersicher.